# Zdzisław Skrok
Zdzisław Skrok (ur. 1950) – polski archeolog i pisarz, autor około dwudziestu książek zawierających eseje historyczne i archeologiczne, popularyzator nauki i publicysta, a także żeglarz i płetwonurek. Absolwent Uniwersytetu Warszawskiego. 

## Wydane książki
- Na tropach archeologicznych tajemnic Mazowsza, Iskry 1980
- Rodowód z głębi ziemi, Ludowa Spółdzielnia Wydawnicza (LSW) 1984
- W poszukiwaniu Eldorado i Ziemi Obiecanej, Iskry 1985
- Wyjście z kamiennego świata, LSW 1986. ISBN 978-83-205-3740-6 (recenzja: Marek Konopka, "Z Otchłani Wieków" 1987)
- Kto odkrył Amerykę?, Omnipress 1987
- Wykopaliska na pograniczu światów, Nasza Księgarnia 1988
- Sezam starożytności, Młodzieżowa Agencja Wydawnicza 1989
- Odkrywcy oceanów, Wydawnictwo Morskie 1990
- Archeologia podwodna, Wydawnictwa Artystyczne i Filmowe (WAiF) 1991
- Skarby i skorupy. Szkice z archeologii staropolskiej, CODN (Centralny Ośrodek Kształcenia Nauczycieli) 1997
- Świat dawnych piratów, Rytm 1998
- Mazowsze nieznane, Wydawnictwo Stanisław Kryciński, 1999 (recenzja: Benon Dymek, "Rocznik Mazowiecki" 1999)
- Skarby małe i duże, Optima JG 2001
- Skarby Polski, Bellona 2002
- Słowiańska moc, Iskry 2006
- Podolska legenda, Iskry 2007
- Wielkie rozdroże. Ćwiczenia terenowe z archeologii wyobraźni, Iskry 2008
- Mądrość prawieków, Iskry 2009
- Wymowność rzeczy, Iskry 2012
- Czy wikingowie stworzyli Polskę?, Iskry 2013[2]. ISBN 978-83-205-3740-6
- Okruchy Atlantydy. Kresowe peregrynacje z upadłą Bestią w tle, Libra, 2017

## Poglądy
Prezentuje pogląd, iż Mieszko I był Normanem-wikingiem, a wikingowie założycielami państwa polskiego.